# Искыр
И́скыр (устар. Искер, Искра; болг. Искър) — река на западе Болгарии, правый приток Дуная. Длина — 368 километров. Площадь бассейна — 8600 квадратных километров.
Исток на северных склонах горного массива Рила при слияния рек Бели-Искыр и Черни-Искыр. В верховьях протекает по Самоковской и Софийской котловинам. Искыр — единственная река, прорезающая хребет Стара-Планина в глубоком Искырском ущелье длиной 63 километров. В низовьях протекает по Нижнедунайской равнине.
Питание дождевое. Весенние паводки, летняя межень. Среднегодовой расход воды в устье 54 м³/с, макс. (в многоводные годы) — 800 м³/с. В бассейне реки — водохранилища (наиболее крупное — Искыр) и ГЭС. Река используется главным образом для орошения.
Искыр протекает по территории нескольких областей Болгарии: Софийской, городской области София (восточнее центра Софии), Врацкой, Ловечской и Плевенской.
На реке расположены города Самоков, Нови-Искыр, Мездра, Червен-Бряг.
В античной географии река называлась Оский (др.-греч. Ὄσκιος), также Эск (лат. Oescus) или Ский (Σκίος). Фукидид утверждал, что реки Оский, Несс (Места) и Гебр (Марица) стекали с необитаемой, великой горы Скомий, ныне — Витоша, которая примыкает к горам Родопы. По Плинию Старшему река брала начало на склонах гор Родопы.
Близ устья реки, у села Гиген находился лагерь V Македонского легиона, основанный при императоре Августе, который превращен при императоре Траяне (98—117) в колонию Ульпия-Эскус (лат. Colonia Ulpia Oescus, то есть Ульпиева (Траянова) колония Эск). При Константине I был построен большой мост через Дунай к городу Суцидава.